# Tippecanoe County
Tippecanoe County är ett county i delstaten Indiana, USA, med 172 780 invånare. Den administrativa huvudorten (county seat) är Lafayette.

## Geografi
Enligt United States Census Bureau har countyt en total area på 1 303 km². 1 294 km² av den arean är land och 8 km² är vatten.

### Angränsande countyn
- White County - norr
- Carroll County - nordost
- Clinton County - öst
- Montgomery County - söder
- Fountain County - sydväst
- Warren County - väst
- Benton County - nordväst

### Orter
- Lafayette (huvudort)
- West Lafayette